# 우쑹구

우쑹구(吴淞区)는 상하이시 북부의 바오샨구의 가도이다. 시가 확장되기 전까지는 상하의 도심 지역의 황푸강 아래 14마일(23 킬로미터) 떨어진 곳에 위치한 별개의 항구 도시였다.

## 명칭
우쑹은 우쑹강의 이름에서 나온 것이다. 우쑹강은 현재 황푸강의 지천에 속한다.

## 역사
우쑹은 상하이시의 입구를 보호하는 청나라의 성을 세웠다.
1909년 이곳에 퉁지 대학이 설립되었다. 제2차 세계 대전 중 이 도시는 웨이크섬에서 포획된 해군 병사들의 포로 수용소 지역이었다. 1988년 바오샨구로 편입되면서 상하이시의 한 구가 되었다.

## 같이 보기
- 우쑹강